# Marduk-szallimanni
Marduk-szallimanni (akad. Marduk-šallimanni, tłum. „Marduku, chroń mnie!”) – wysoki dostojnik pełniący urząd nāgir ekalli („herolda pałacu”) za rządów asyryjskiego króla Aszur-nirari V (754-745 p.n.e.); z asyryjskich list i kronik eponimów wiadomo, iż w 751 r. p.n.e. sprawował urząd limmu (eponima).